# Горбове (Новгород-Сіверський район)
Го́рбове — село в Україні, у Новгород-Сіверській міській громаді Новгород-Сіверського району Чернігівської області. Населення становить 356 осіб. До 2018 орган місцевого самоврядування — Горбівська сільська рада.

## Історія
Горбове вперше згадується у 1552 р., на території села виявлено городище (6—3 ст. до н. е., 9—12 ст.) та поселення (9—12 ст.). 1563 р. село було спалене князем Вишневецьким.
Село Горбове зазначене ревізорами в Генеральному опису Гетьманщини 1769 р. як приналежне Спаському Новгородському монастирю. Село було розташоване в Новгородській сотні Стародубського полку, за 80 верст від полкового міста Стародуба та за 8 верст від сотенного містечка Новгородка. Горбове знаходилося на річці Ведьга (відтинку Десни).
1866 року — 76 дворів, 660 жителів, сільську училище. 1897 року — 162 двори, 987 жителів, земська школа.
1988 року мешкало 462 жителі. Діяли 8-річна школа (нині закрита), ясла-дитсадок (нині закриті), ФАП, будинок культури, бібліотека.
12 червня 2020 року, відповідно до розпорядження Кабінету Міністрів України № 730-р «Про визначення адміністративних центрів та затвердження територій територіальних громад Чернігівської області», увійшло до складу Новгород-Сіверської міської громади.
19 липня 2020 року, в результаті адміністративно - територіальної реформи та ліквідації колишнього Новгород-Сіверського району, село увійшло до новоствореного Новгород-Сіверського району Чернігівської області.

## Відомі люди
Народилися
- український графік, ілюстратор багатьох книг для дітей Василь Євдокименко (1925–2005).
- український поет Розстріляного відродження Микола Скуба (*19 грудня 1907 — †24 жовтня 1937, Київ).
- український краєзнавець, громадський діяч Домоцький Борис Степанович (*1962).